# Paternkofel
A Paternkofel (olaszul: Monte Paterno) egy 2744 méter magas sziklahegy a Dolomitokban, Olaszország Trentino-Alto Adige régiójában, Dél-Tirol és Belluno megye határán. A Sexteni Dolomitok része, a nevezetes Drei Zinnen (Tre Cime di Lavaredo) hármas hegycsúcs közvetlen szomszédja, attól a 2454 méter magas Patern-nyereg (Paternsattel / Forcella Lavaredo) választja el. Alpinisták kedvelt célpontja. Az első világháború idején a környező sziklahegyekhez hasonlóan véres hegyi harcok színtere volt. Itt halt hősi halált osztrák katonaként a tiroli Sepp Innerkofler, a kor híres hegyi vezetője, nevét a róla elnevezett vasalt mászóút őrzi.

## Fekvése
A Paternkofel a nagy kiterjedésű, kb. 2300 m magasságban fekvő széles sziklás fennsíkon, a Zinnplateau-n emelkedik, a Langer Alm (La Grava Longa) nevű magashegyi síkvidék keleti peremén, impozáns sziklacsúcsok társaságában. Itt van a Rienz patak forrásvidéke, a Rienz felső völgye nyugat felé lejtve a Höhlenstein-völgybe torkollik, a Dürren-tó (Dürrensee) közelében.
A Paternkofeltől északra áll a 2617 méteres Toblinger Knoten (Torre di Toblin). A kettőt elválasztó 2438 méter magas nyeregben épült a Drei Zinnen-menedékház (Rifugio Antonio Locatelli). A Paternkofeltől keletre a Sexteni Dolomitok csúcsai, a Schusterplatte (2957 m) és az Elferkofel (3092 ) emelkednek, amelyek a tovább kelet felé a Fischlein-völgyre (Valle Fiscalina) néznek le.
A Paternkofel déli szomszédja a 2719 m magas Passportenkopf (Croda del Passaporto) masszívum, amelytől a Passport-csorba (Passportenscharte / Forcella Passaporto) választja el. Délnyugat felé a nagyhírű Drei Zinnen hármas hegycsoport áll, ezt a 2454 m magas nyereg (Paternsattel / Forcella Lavaredo) köti össze a Paternkofellel. A nyeregtől nem messze áll a Lavaredo-menedékház (2344 m), a Paternkofel és a Drei Zinnen felé irányuló túrák kedvelt kiindulási pontja. Nyugat felé a Langer Almon keresztül a Rienz völgyébe lehet eljutni.
Az egész környék közigazgatásilag a puster-völgyi Toblach községhez tartozik, és része a „Drei Zinnen természetvédelmi területnek”. 2009 óta az UNESCO Világörökség részét képezi.

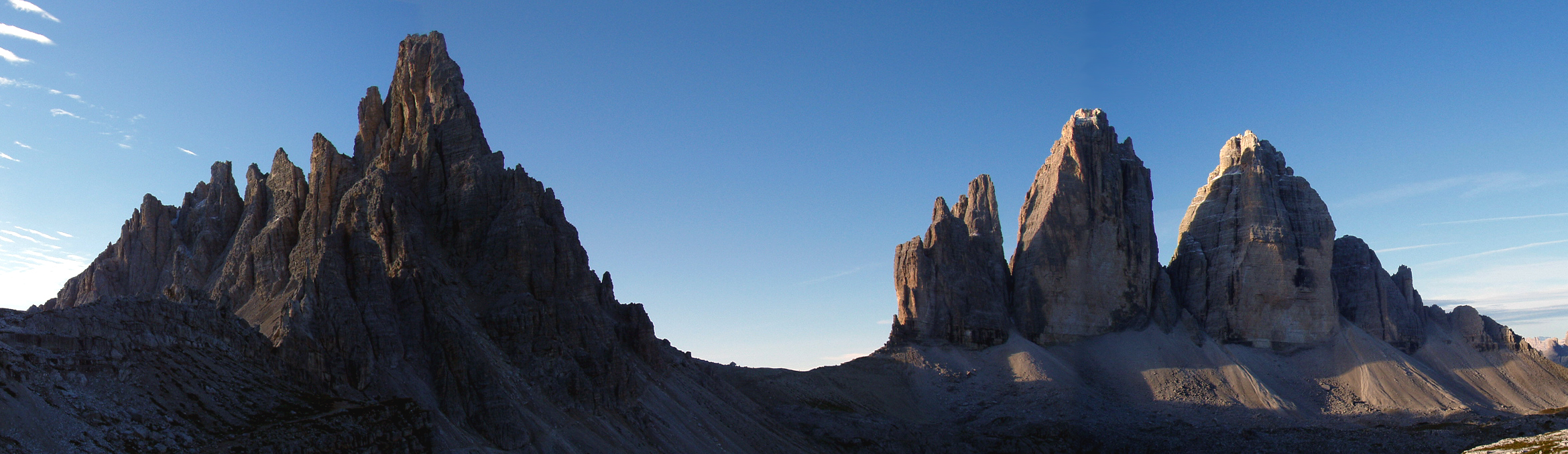
A Paternkofel és a Drei Zinnen (napkeltekor)

## Első megmászói
A Paternkofel csúcsára elsőként a Franz Innerkofler tiroli hegyi vezető és Erich Künigl jutott fel 1882. szeptember 11-én a 2650 m magas Zerge-hágón (Gamsscharte) keresztül. A torony északnyugati falát 1886-ban szintén az Innerkofler család két tagja, Christian és Sepp mászta meg, bizonyos E. Biendl turistát kísérve.

## Az első világháborúban
Az első világháború során 1915-ben, Olaszország hadba lépésével veszélyes helyzet állt elő, mert a cs. és kir. haderő zöme a keleti fronton állt. Az első olasz támadások feltartóztatása a hegyi frontszakaszokon a sorköteles évfolyamokba nem tartozó ifjú és idős tiroli önkéntesek (Standschützen) feladata lett. A védelmet a hegyi erődökre támaszkodva szervezték.
A hegyvidéket jól ismerő tiroliak eredményes mozgóháborúval sikeresen megakadályozták az olasz áttörést, amíg az osztrák csapaterősítések (császárvadászok) be nem érkeztek. A Paternkofel és a többi stratégiailag fontos hegycsúcs megszerzéséért heves harc dúlt. A hegyi háborúnak számos emléke (bunkerek, lőrések, mászóutak, hadiösvények, alagutak) máig fennmaradt.
A Paternkofelt az olasz hegyi csapatok (Alpinik) megszállták, visszaszerzéséért az osztrákok számos rajtaütést indítottak. 1915. július 4-én a hegy visszafoglalásért folyó közelharcban, közvetlenül a csúcs alatt veszítette életét a hírneves sexteni hegymászó és hegyi vezető, Sepp Innerkofler is. Testét az Alpinik kihozták a szakadékból, ahová zuhant, és a Paternkofel csúcsa közelében katonai tiszteletadás mellett eltemették. 1917 végén, a caporettói áttörés után az olaszok visszavonultak a Dolomitokból. A harcok elültével Sepp fia, Gottfried Innerkofler barátaival lehozta apja holttestét a hegyről és a sexteni temetőben helyezte végső nyugalomra.

## Alpinizmus
A Paternkofel a Drei Zinnen közvetlen közelségében fekszik. Látványos körtúrát lehet tenni a hegy körül a Lavaredo-menedékháztól (2344 m) indulva, a Paternsattel nyergen (2454 m) át a Drei Zinnen-menedékházig (2405 m), majd innen vissza a Büllele-hágón (2528 m) át. Tapasztaltabb hegymászók megközelíthetik a Paternkofel csúcsát egy alagúton (Galleria Paterno), függőhidakon és vaslétrákon keresztül, a régi, világháborús katonai mászóúton, amelyet 1974–75 között helyreállítottak. A különböző útvonalak a csúcs alatt, a Zerge-hasadéknál (Gamsjoch, Gamsscharte) futnak össze, innen a csúcsra a függőleges sziklafalon kiépített vasalt mászóút vezet fel, amely a háborúban elesett Sepp Innerkofler és az őt 1915-ben megölő olasz Alpini, Piero de Luca nevét viseli (Innerkofler-De-Luca-Klettersteig)…

## Újabb kori események
1974. július 9-én a Paternkofel és a Drei Zinnen között lezuhant az Olasz Hadsereg egyik Bell 206 típusú helikoptere, a fedélzeten utazó három tiszt életét vesztette. A szerencsétlenség színhelyén emlékművet állítottak, a lezuhant helikopter lapátjaiból szerkesztve.
1982-ben a Paternkofel tetején és környékén forgatták a „Támadás a Krull bolygó ellen” c. brit fantasy-film több jelenetét.

## Képgaléria

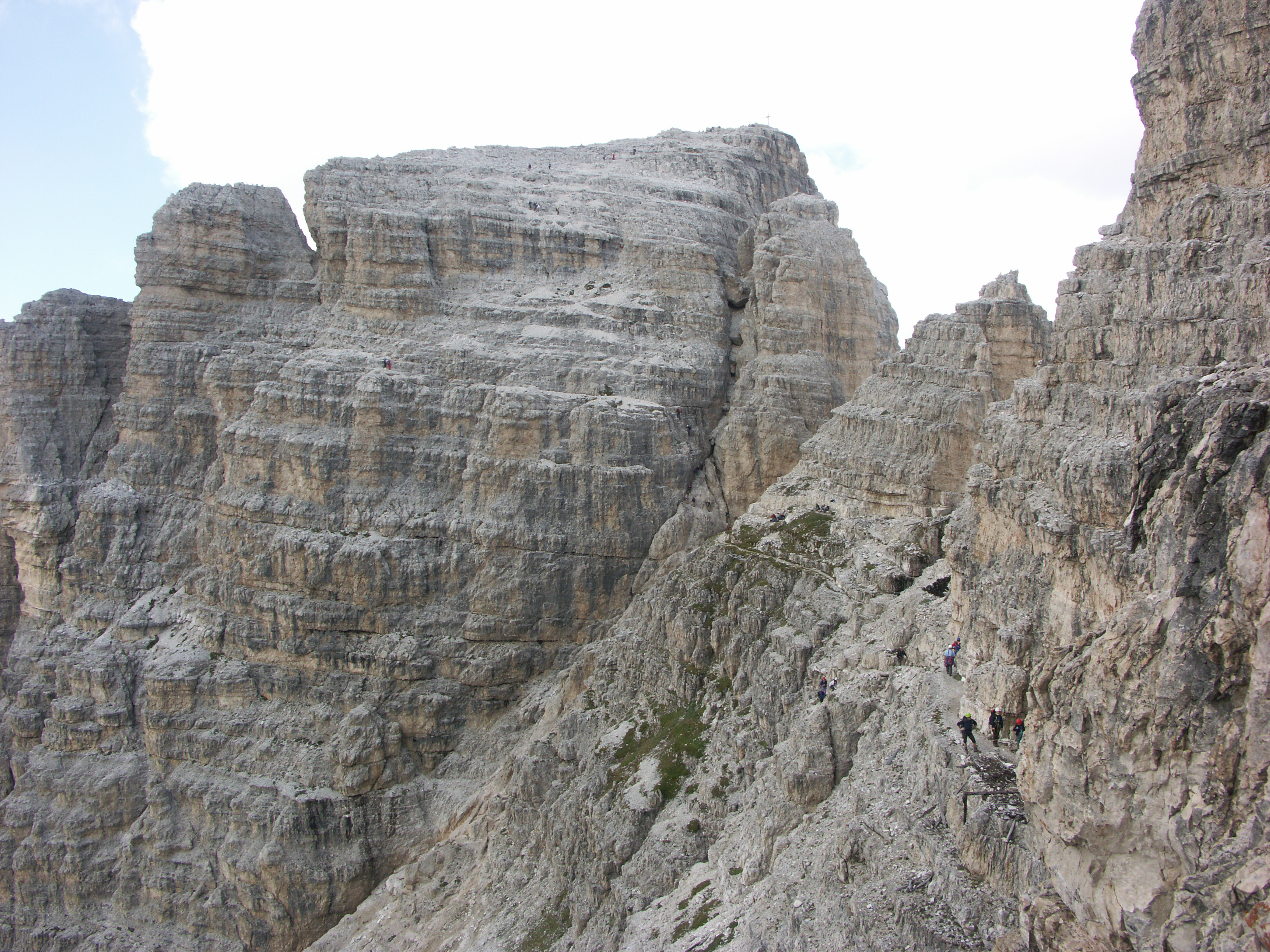
A Paternkofel csúcsa
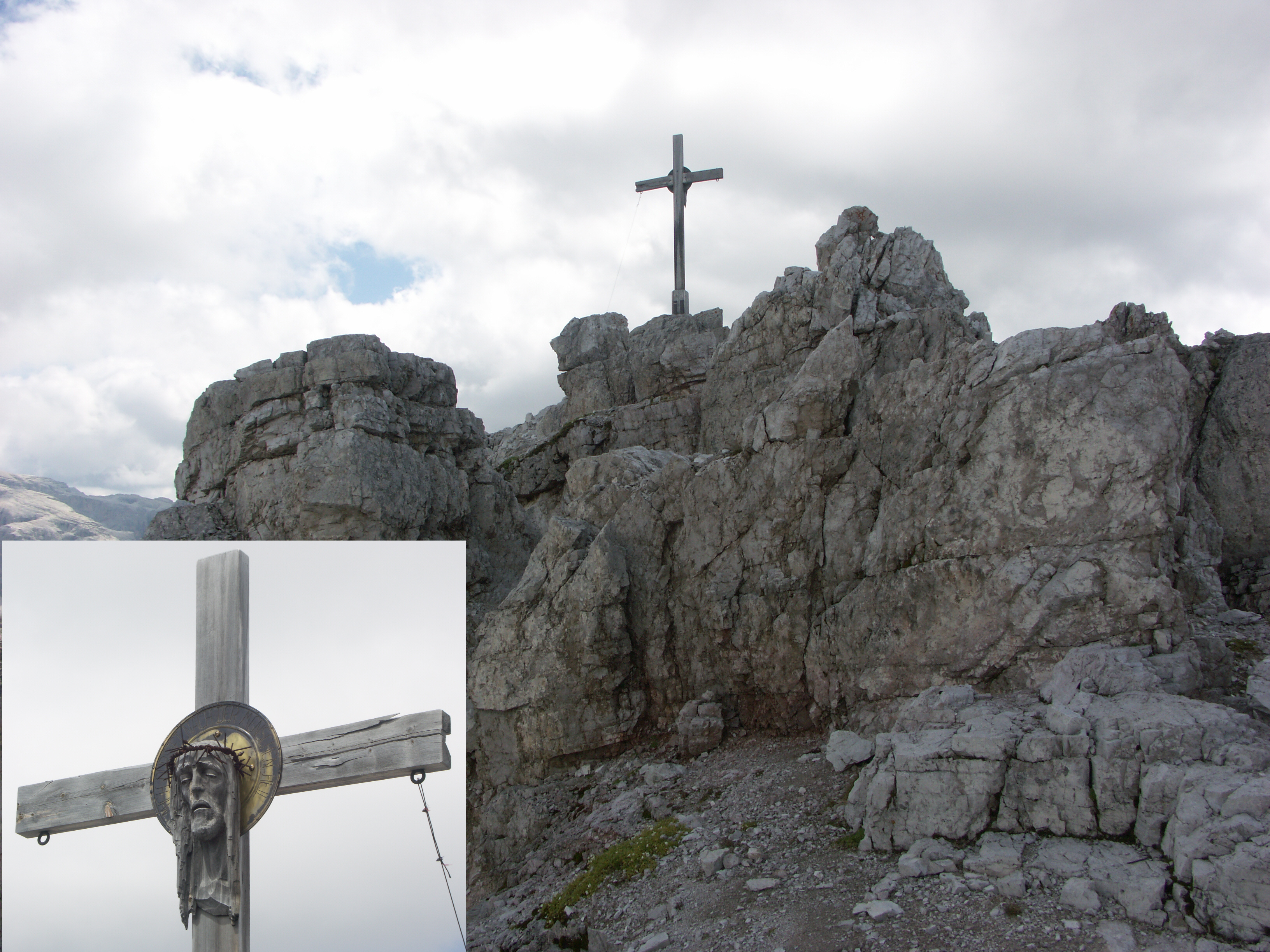
Csúcskereszt a Paternkofelen
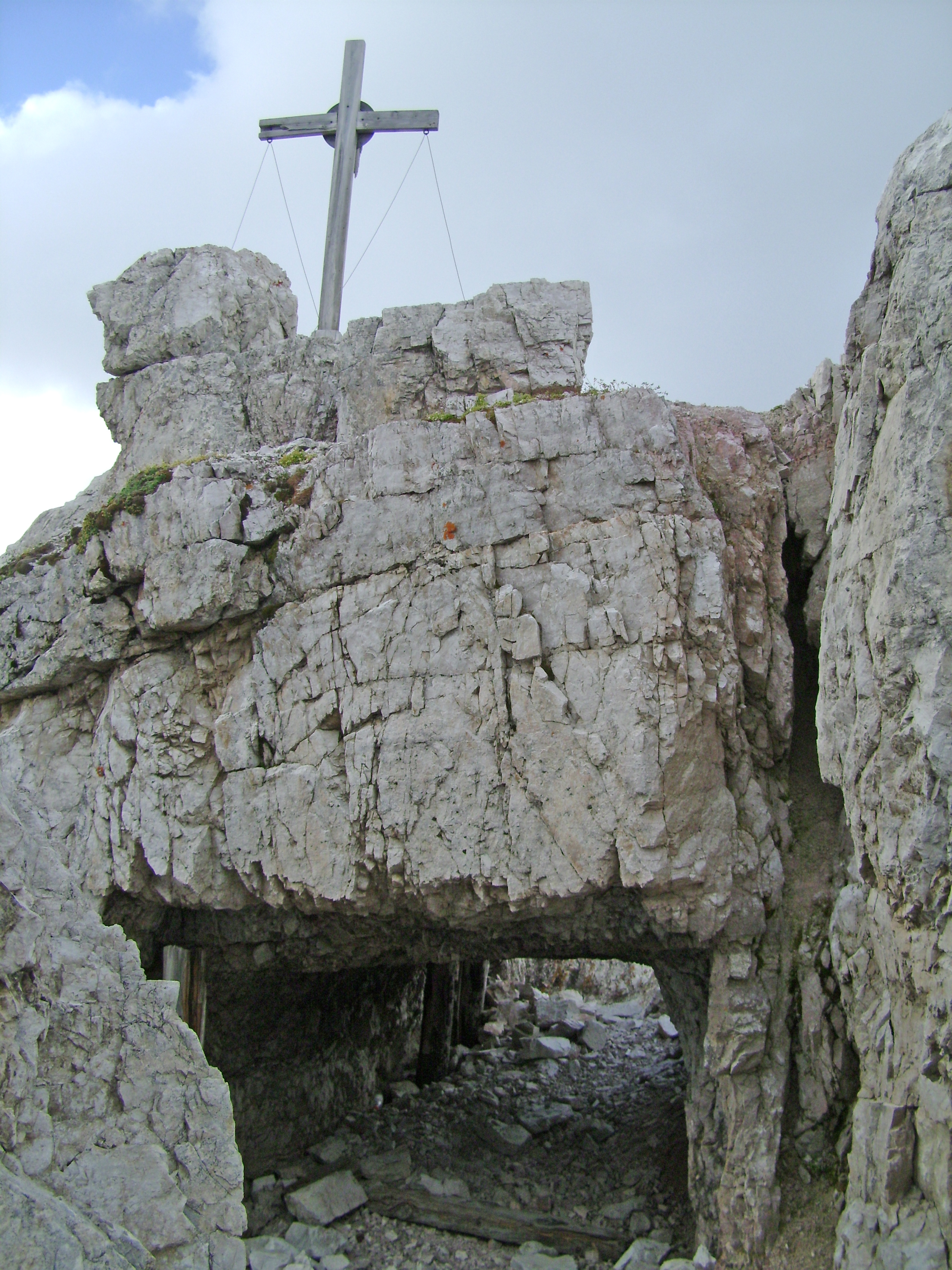
Alagút a Paternkofel csúcsán
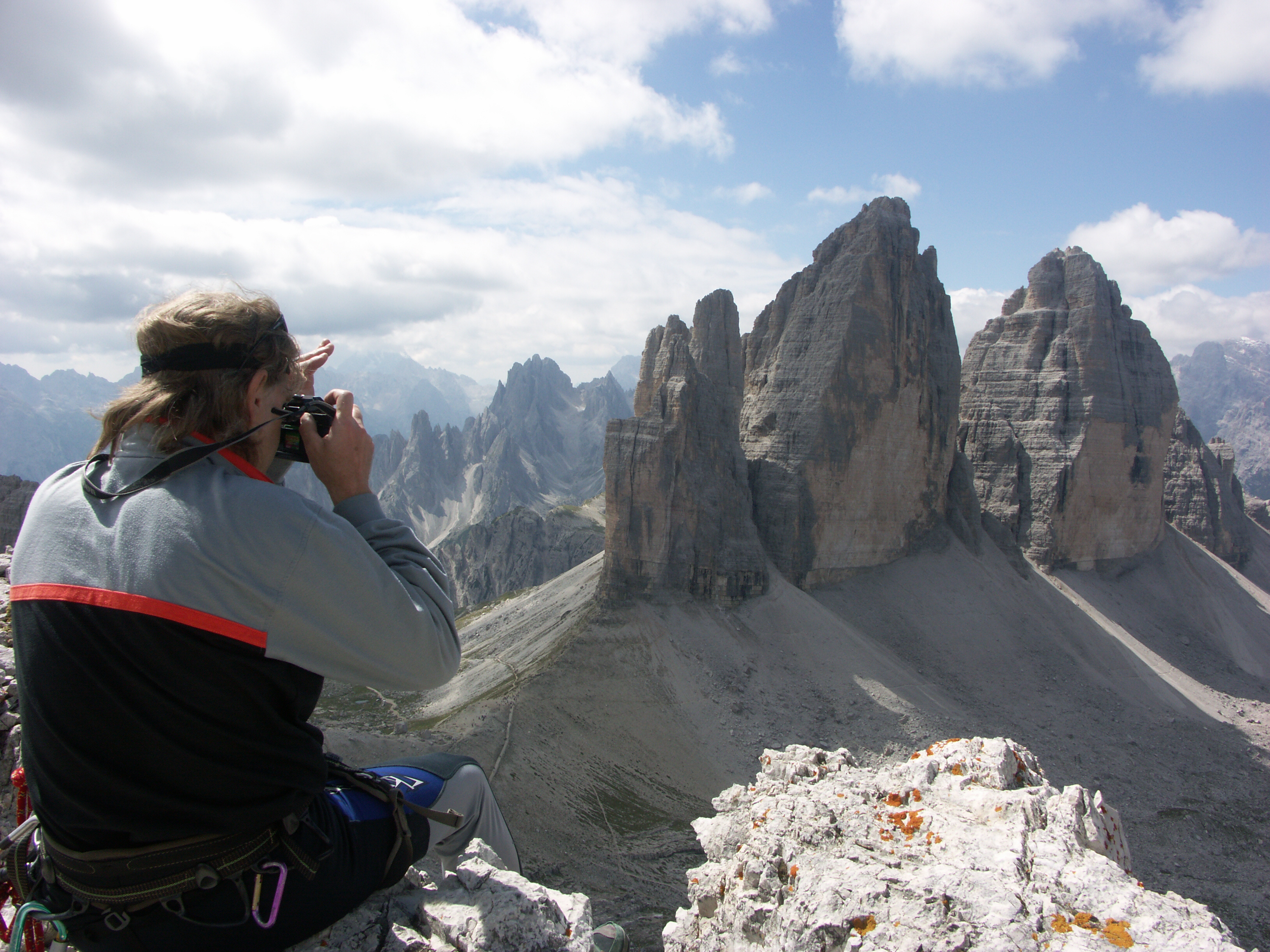
Kilátás a csúcsról (a Drei Zinnen északi fala)
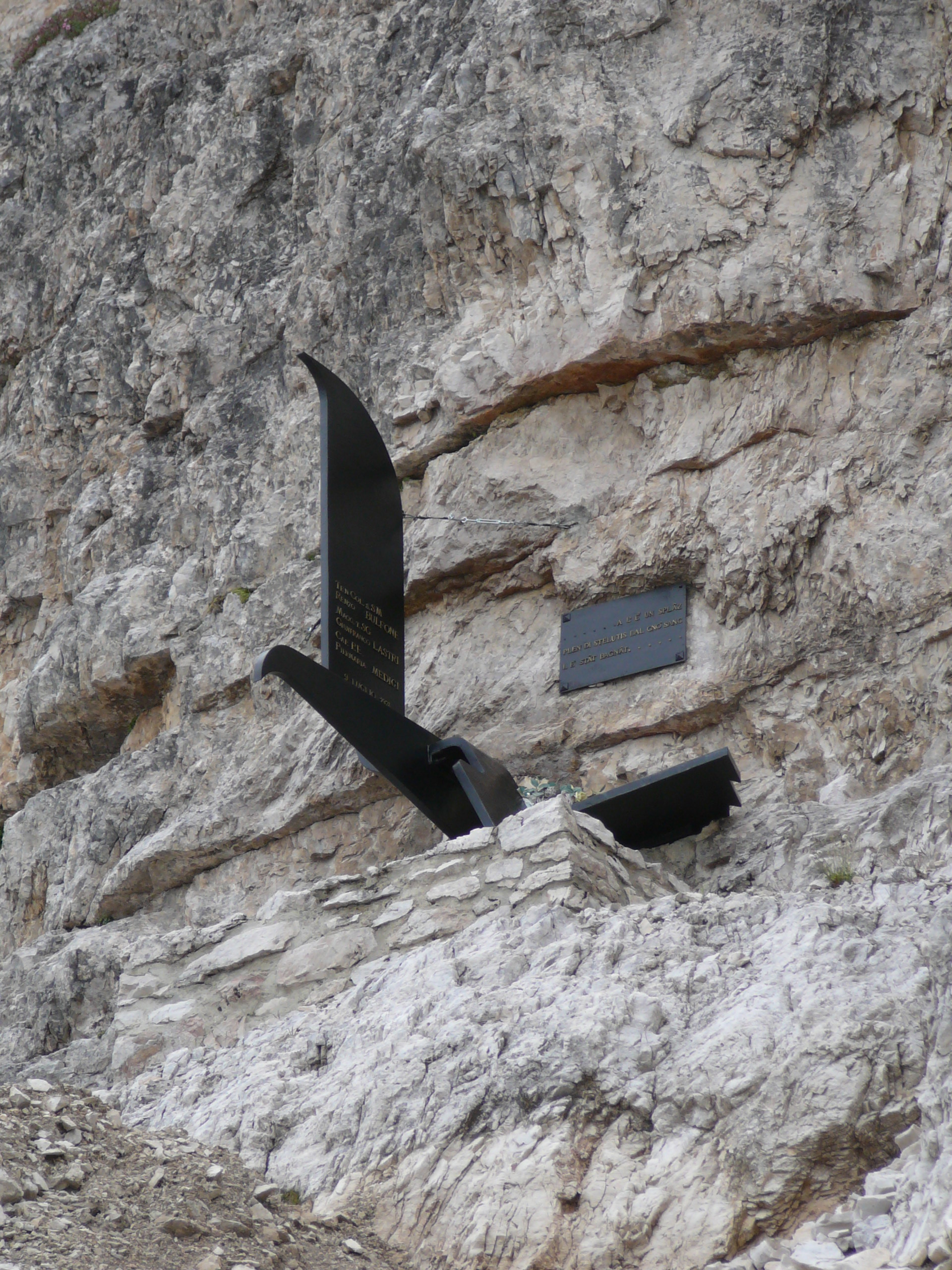
A 2006. július 6-i helikopter-baleset emléktáblája